# Voetbalelftal van Bosnië en Herzegovina in 2004
Het Bosnisch voetbalelftal speelde in totaal zes interlands in het jaar 2004, waaronder twee wedstrijden in de kwalificatiereeks voor de WK-eindronde 2006 in Duitsland. De ploeg stond voor het derde opeenvolgende jaar onder leiding van Blaž Slišković. Op de in 1993 geïntroduceerde FIFA-wereldranglijst zakte Bosnië in 2004 van de 58ste (januari 2004) naar de 79ste plaats (december 2004).

## Balans
| Wedstrijden | Wedstrijden | Wedstrijden | Wedstrijden | Doelpunten | Doelpunten | Doelpunten | Punten |
| Gespeeld    | Winst       | Gelijk      | Verlies     | Voor       | Tegen      | Saldo      | Punten |
| ----------- | ----------- | ----------- | ----------- | ---------- | ---------- | ---------- | ------ |
| 6           | 2           | 3           | 1           | 5          | 4          | +1         | 1.167  |

## Interlands
|                                                                 |                  |       |                |                                                                                   |
| 18 februari Vriendschappelijk № 75 «onderlinge duels» 18:00 uur | Macedonië        | 1 – 0 | Bosnië en Her. | Gradski Stadion, Skopje Toeschouwers: 8.000 Scheidsrechter: Momchil Vraikov (BUL) |
| 18 februari Vriendschappelijk № 75 «onderlinge duels» 18:00 uur | Goran Pandev 22' |       |                | Gradski Stadion, Skopje Toeschouwers: 8.000 Scheidsrechter: Momchil Vraikov (BUL) |

|                                                              |                 |       |                                        |                                                                                      |
| 31 maart Vriendschappelijk № 76 «onderlinge duels» 20:00 uur | Luxemburg       | 1 – 2 | Bosnië en Her.                         | Stade Josy Barthel, Luxemburg Toeschouwers: 2.000 Scheidsrechter: René Rogalla (SUI) |
| 31 maart Vriendschappelijk № 76 «onderlinge duels» 20:00 uur | Daniel Huss 87' |       | 63' Zvjezdan Misimović 71' Elvir Bolić | Stade Josy Barthel, Luxemburg Toeschouwers: 2.000 Scheidsrechter: René Rogalla (SUI) |

|                                                              |                        |       |         |                                                                                 |
| 28 april Vriendschappelijk № 77 «onderlinge duels» 19:00 uur | Bosnië en Herz.        | 1 – 0 | Finland | Bilino Polje, Zenica Toeschouwers: 21.000 Scheidsrechter: Emil Bozinovski (MKD) |
| 28 april Vriendschappelijk № 77 «onderlinge duels» 19:00 uur | Zvjezdan Misimović 88' |       |         | Bilino Polje, Zenica Toeschouwers: 21.000 Scheidsrechter: Emil Bozinovski (MKD) |

|                                                                 |                  |       |                 |                                                                                                  |
| 18 augustus Vriendschappelijk № 78 «onderlinge duels» 19:45 uur | Frankrijk        | 1 – 1 | Bosnië en Her.  | Stade de la Route de Lorient, Rennes Toeschouwers: 26.527 Scheidsrechter: Douglas McDonald (SCO) |
| 18 augustus Vriendschappelijk № 78 «onderlinge duels» 19:45 uur | Péguy Makanda 6' |       | 37' Ivica Grlić | Stade de la Route de Lorient, Rennes Toeschouwers: 26.527 Scheidsrechter: Douglas McDonald (SCO) |

|                                                               |                 |       |                       |                                                                                   |
| 8 september WK-kwalificatie № 79 «onderlinge duels» 20:15 uur | Bosnië en Herz. | 1 – 1 | Spanje                | Bilino Polje, Zenica Toeschouwers: 15.000 Scheidsrechter: Massimo De Santis (ITA) |
| 8 september WK-kwalificatie № 79 «onderlinge duels» 20:15 uur | Elvir Bolić 75' |       | 67' Vicente Rodríguez | Bilino Polje, Zenica Toeschouwers: 15.000 Scheidsrechter: Massimo De Santis (ITA) |

|                                                             |                 |       |              |                                                                                      |
| 9 oktober WK-kwalificatie № 80 «onderlinge duels» 20:15 uur | Bosnië en Herz. | 0 – 0 | Servië en M. | Koševo Stadion, Sarajevo Toeschouwers: 32.000 Scheidsrechter: Gilles Veissière (FRA) |
| 9 oktober WK-kwalificatie № 80 «onderlinge duels» 20:15 uur |                 |       |              | Koševo Stadion, Sarajevo Toeschouwers: 32.000 Scheidsrechter: Gilles Veissière (FRA) |

## FIFA-wereldranglijst
| JAN | FEB | MAR | APR | MEI | JUN | JUL | AUG | SEP | OKT | NOV | DEC |
| --- | --- | --- | --- | --- | --- | --- | --- | --- | --- | --- | --- |
| 58  | 61  | 62  | 63  | 61  | 64  | 73  | 76  | 69  | 81  | 79  | 79  |

## Statistieken
| Goran Brašnić       | 1973-09-26 | NK Žepče            | 2 | 1 | 0 | 3  | 0  |
| Kenan Hasagić       | 1980-02-01 | Gaziantepspor       | 2 | 0 | 0 | 9  | 0  |
| Almir Tolja         | 1974-10-25 | SW Bregenz          | 2 | 0 | 0 | 8  | 0  |
| Asmir Avdukić       | 1981-05-13 | Čelik Zenica        | 0 | 1 | 0 | 1  | 0  |
| Igor Melher         | 1979-11-01 | NK Široki Brijeg    | 0 | 1 | 0 | 1  | 0  |
| Verdediging         |            |                     |   |   |   |    |    |
| Saša Papac          | 1980-02-07 | Austria Wien        | 4 | 1 | 0 | 13 | 0  |
| Emir Spahić         | 1980-08-18 | Shinnik Yaroslavl   | 3 | 1 | 0 | 8  | 0  |
| Branimir Bajić      | 1979-10-19 | Partizan Belgrado   | 3 | 0 | 0 | 3  | 0  |
| Muhamed Konjić      | 1970-05-14 | Derby County        | 3 | 0 | 0 | 37 | 3  |
| Vedin Musić         | 1973-03-11 | FC Modena           | 3 | 0 | 0 | 32 | 0  |
| Ninoslav Milenković | 1977-12-31 | Lierse SK           | 2 | 0 | 0 | 2  | 0  |
| Bulend Biščević     | 1975-03-10 | Hajduk Split        | 1 | 2 | 0 | 14 | 0  |
| Mirsad Hibić        | 1973-10-11 | Atlético Madrid     | 1 | 0 | 0 | 36 | 0  |
| Gradimir Crnogorac  | 1982-11-14 | Randers Freja       | 0 | 3 | 0 | 3  | 0  |
| Džemal Berberović   | 1981-11-05 | FK Sarajevo         | 0 | 1 | 0 | 5  | 0  |
| Predrag Simić       | 1979-06-26 | Zrinjski Mostar     | 0 | 1 | 0 | 1  | 0  |
| Middenveld          |            |                     |   |   |   |    |    |
| Mirsad Bešlija      | 1979-07-06 | KRC Genk            | 6 | 0 | 0 | 20 | 1  |
| Hasan Salihamidžić  | 1977-01-01 | Bayern München      | 5 | 0 | 0 | 37 | 4  |
| Zvjezdan Misimović  | 1982-06-05 | VfL Bochum          | 3 | 3 | 2 | 6  | 2  |
| Vladan Grujić       | 1981-05-17 | 1. FC Köln          | 3 | 1 | 0 | 12 | 0  |
| Dragan Blatnjak     | 1981-08-01 | Hajduk Split        | 2 | 2 | 0 | 7  | 0  |
| Ivica Grlić         | 1975-08-26 | MSV Duisburg        | 2 | 1 | 1 | 3  | 1  |
| Zlatan Bajramović   | 1979-08-12 | SC Freiburg         | 2 | 0 | 0 | 13 | 1  |
| Mirko Hrgović       | 1979-02-05 | VfL Wolfsburg       | 1 | 3 | 0 | 11 | 0  |
| Dušan Kerkez        | 1979-05-01 | Zrinjski Mostar     | 1 | 1 | 0 | 2  | 0  |
| Nermin Šabić        | 1973-12-21 | Changchun Yatai     | 1 | 0 | 0 | 34 | 1  |
| Dario Damjanović    | 1981-07-23 | Hajduk Split        | 0 | 1 | 0 | 1  | 0  |
| Milenko Milošević   | 1976-11-13 | Cercle Brugge       | 0 | 1 | 0 | 1  | 0  |
| Ricardo Baiano      | 1980-09-13 | Kuban Krasnodar     | 0 | 1 | 0 | 1  | 0  |
| Aanval              |            |                     |   |   |   |    |    |
| Elvir Bolić         | 1971-10-10 | Malatyaspor         | 6 | 0 | 2 | 42 | 17 |
| Sergej Barbarez     | 1971-09-17 | Hamburger SV        | 5 | 0 | 0 | 31 | 10 |
| Elvir Baljić        | 1974-07-08 | Konyaspor           | 3 | 1 | 0 | 35 | 4  |
| Nedim Halilović     | 1979-07-01 | NK Varteks Varaždin | 0 | 3 | 0 | 6  | 0  |
| Asim Šehić          | 1981-06-16 | NK Pula 1856        | 0 | 1 | 0 | 1  | 0  |
| Alen Škoro          | 1981-03-30 | Grazer AK           | 0 | 1 | 0 | 1  | 0  |

N/FS BiH · A-internationals · Bondscoaches · Statistieken · Bosnisch vrouwenelftal · Bosnië U23 · Bosnië U21 · Bosnië U19 · Bosnië U18 · Bosnië U17 · Bosnië U16
1995 – 1999 ·
2000 – 2009 ·
2010 – 2019 ·
2020 − 2029
WK 2014
1995 · 
1996 · 
1997 · 
1998 · 
1999 · 
2000 · 
2001 · 
2002 · 
2003 · 
2004 · 
2005 · 
2006 · 
2007 · 
2008 · 
2009 · 
2010 · 
2011 · 
2012 · 
2013 · 
2014 · 
2015 · 
2016 · 
2017 · 
2018 ·
2019 ·
2020 ·
2021 ·
2022 ·
2023 ·
2024
Albanië ·
Algerije ·
Andorra ·
Argentinië ·
Armenië ·
Azerbeidzjan ·
Bahrein ·
Bangladesh ·
België ·
Brazilië · 
Bulgarije ·
Chili ·
China ·
Costa Rica ·
Cyprus ·
Denemarken ·
Duitsland ·
Egypte ·
Engeland ·
Estland ·
Faeröer ·
Finland ·
Frankrijk ·
Georgië ·
Ghana ·
Gibraltar ·
Griekenland ·
Hongarije ·
Ierland · 
IJsland ·
Indonesië ·
Iran ·
Israël ·
Italië ·
Ivoorkust ·
Japan ·
Joegoslavië · 
Jordanië ·
Kazachstan ·
Koeweit ·
Kroatië ·
Letland ·
Liechtenstein ·
Litouwen ·
Luxemburg ·
Maleisië ·
Malta ·
Mexico ·
Moldavië ·
Montenegro ·
Nederland ·
Nigeria ·
Noord-Ierland ·
Noord-Macedonië ·
Noorwegen ·
Oekraïne ·
Oezbekistan ·
Oman ·
Oostenrijk ·
Paraguay ·
Polen ·
Portugal ·
Qatar ·
Roemenië ·
San Marino ·
Schotland ·
Senegal ·
Servië en Montenegro ·
Slovenië ·
Slowakije ·
Spanje ·
Tsjechië ·
Tunesië · 
Turkije ·
Verenigde Staten · 
Vietnam ·
Wales ·
Wit-Rusland ·
Zimbabwe ·
Zuid-Korea ·
Zweden ·
Zwitserland
Argentinië (2014) ·
Iran (2014) ·
Nigeria (2014)